# Martel en tête
Martel en tête (titre original : Something Wild Is Loose) est une nouvelle de science-fiction de Robert Silverberg.

## Publications
Entre 1970 et 2014, la nouvelle a été éditée à une vingtaine de reprises dans des recueils de nouvelles de Robert Silverberg ou des anthologies de science-fiction.

### Publications aux États-Unis
La nouvelle a été publiée en septembre 1971 dans le recueil Mind to Mind sous le titre Something Wild Is Loose.
Elle a ensuite été régulièrement rééditée dans de nombreux recueils de Robert Silverberg et diverses anthologies.

### Publications en France
La nouvelle a été publiée en France :
- dans l'anthologie Les Éléphants d'Hannibal, éditions Denoël, collection Présence du futur no 573, septembre 1996 ;
- dans l'anthologie Les Éléphants d'Hannibal, Folio SF no 63, juin 2001 ;
- en 2002, dans l'anthologie Le Chemin de la nuit paru chez Flammarion, avec une traduction d'Hélène Collon, avec une nouvelle édition en livre de poche chez J'ai lu en 2004. Elle est donc l'une des 124 « meilleures nouvelles » de Silverberg sélectionnées pour l'ensemble de recueils Nouvelles au fil du temps, dont Le Chemin de la nuit est le premier tome.

### Publication en Allemagne
La nouvelle a été publiée en Allemagne en 1977 sous le titre Schocktherapie.

## Résumé
Un extraterrestre de l’espèce des Vsiir embarque sans le vouloir dans un vaisseau spatial en partance pour la Terre. Son corps étant situé dans le spectre de l'ultraviolet, il est invisible aux humains. Cet extraterrestre est télépathe et, durant la traversée, tente d'entrer en contact avec les membres de l'équipage. Ces derniers, chaque fois que le Vsiir tente de les contacter, font d'horribles cauchemars. 
Arrivés sur Terre, les astronautes se plaignent auprès des médecins de leurs maux de tête. Pendant ce temps, le Vsiir a trouvé refuge dans l'hôpital du Spatioport. Utilisant de nouveaux ses pouvoirs mentaux, il tente d'entrer en contact avec de nouvelles personnes, mais tue involontairement deux patients sous anesthésie… 
Les humains commencent à s'inquiéter de ces événements étranges, et se mettent à le traquer…